# Corralco

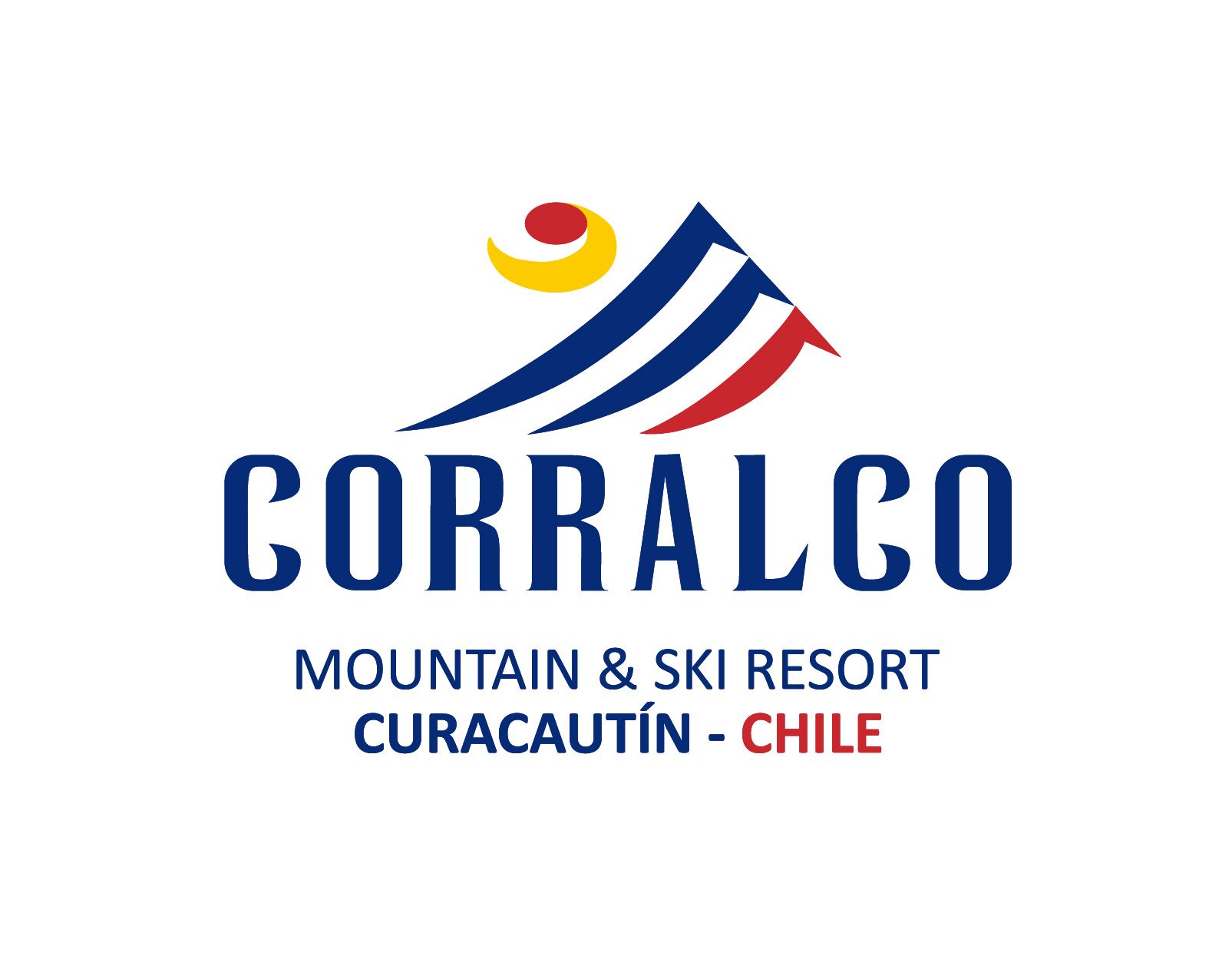

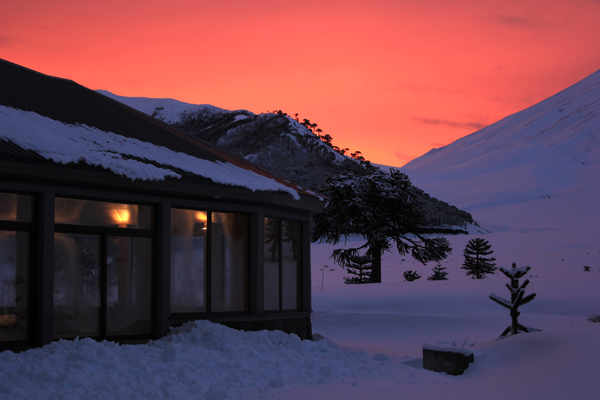

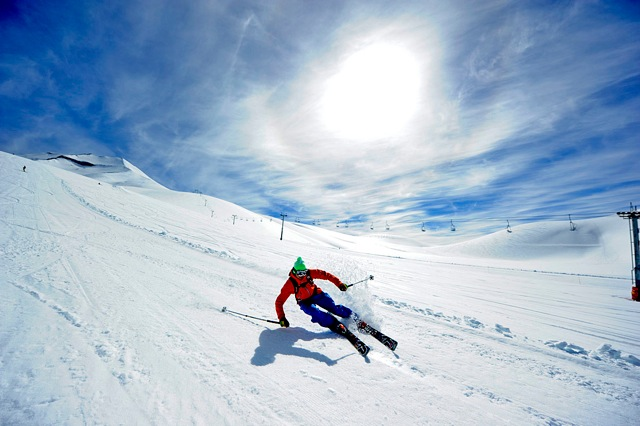

Corralco es un resort de montaña ubicado dentro de la reserva nacional Malalcahuello-Nalcas, a 120 km de Temuco y a 37 km de Curacautín, en la región de la Araucanía (Chile).
Posee un hotel y centro de esquí, ambos ubicados en la ladera sudeste del volcán Lonquimay, a 1450 m s. n. m. Este centro invernal ha sido considerado como uno de los mejores del país.
En temporada de invierno, posee un dominio esquiable de más de 500  ha para la práctica del esquí alpino y el snowboarding, con 29 pistas  de diferentes niveles de dificultad emplazadas alrededor de sus 6 andariveles. Cuenta con dos telesillas dobles de 1200 m aproximadamente, y 3 andariveles de arrastre, completando un total de 5 andariveles en el centro de esquí. Adicional a esto cuenta con un mini andarivel de 200 m para la enseñanza de esquí o para la práctica del trineo o tubing. 
Corralco - Resort de Montaña - ha sido catalogado por los expertos como un destino único para la práctica del Randonee y el Splitboard, posicionado a Corralco a nivel mundial en estas categorías.

## Enlaces externos

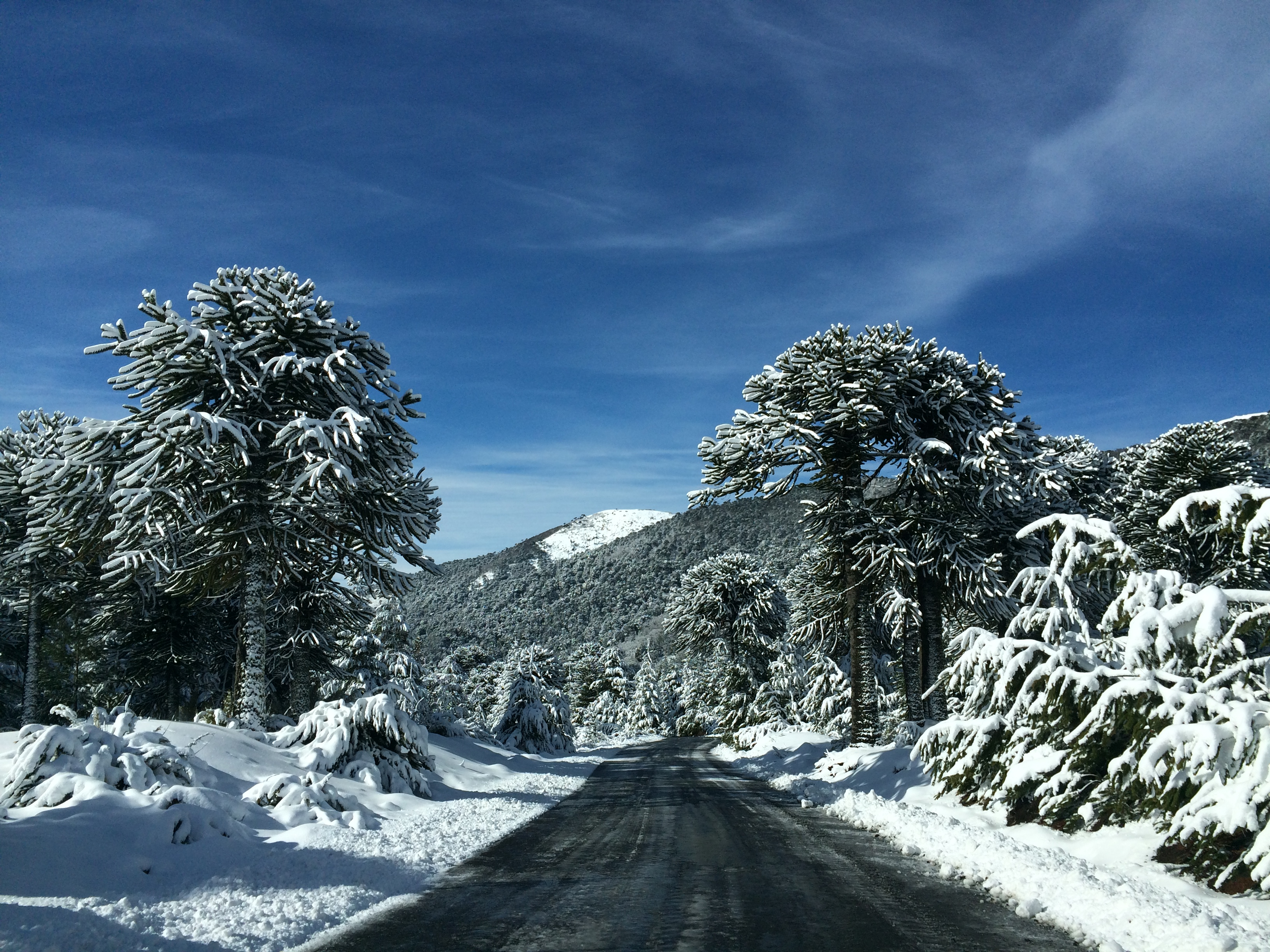